# Pit Barrett
Juan José Gabriel Barrett (Balvanera, Buenos Aires, 5 de marzo de 1974), conocido popularmente como Pit Barrett, es un bajista argentino integrante de Asspera (banda de la que es miembro desde 2007), y sesionista de artistas nacionales e internacionales como Adrián Barilari y Tarja Turunen . 

## Reseña biográfica

### Infancia
Pit Barrett nació en el seno de una familia de clase media, que tenía convicciones políticas en contra de las dictaduras de la región, y se proclamaba a favor de la democracia y la igualdad de oportunidades.[cita requerida]

### Primeros trabajos
Comenzó a tocar guitarra y bajo de manera autodidacta en la adolescencia. Después de su paso por grupos de renombre en la escena local de metal como Lobotomy y Magnos, entre otros, decide unirse al proyecto de Julián Barrett (su hermano) y Rodrigo Santamaría (creadores de ASSPERA) para salir a tocar en vivo los temas editados por ellos en 2006. Filma un videoclip junto a Tobías Tosco (realizador audiovisual) y desarrolla estrategias de difusión del proyecto.
La repercusión fue muy buena, tanto del video, como de la primera presentación en vivo, en la que convocaron a cerca de 500 personas. ASSPERA no dejó de crecer, hasta llegar a encabezar cartel en estadios de la talla del Estadio Malvinas Argentinas, y el Luna Park.

### Etapa segunda
En 2009 fue convocado por el sello Dontpaymusic para formar parte de la banda solista de Adrián Barilari, y en 2011 comenzó a trabajar como sesionista para Tarja Turunen, en grabaciones, y giras internacionales.
Suele ser aprobado y criticado por sentar posición sobre temas que generan polémica en las redes.

## Discografía
Barrett ha grabado con diferentes bandas e intérpretes.

### Con SAURON
Álbumes de estudio
- Sauron (1997) - DBN[5]
- El color que cayó del cielo (1999)
- Sobrenatural (2003)
- La guerra del fuego (2009)

### Álbumes de estudio
- Bizarra actitud de seguir con vida (2006)
- Hijo de puta (2010)
- Viaje al centro de la verga (2012)
- Cada vez más pelotudos (2014)
- Incogibles (2016)
- La c0ncha de Dio$ (2017)
- Glandes éxitos (2019)
- Garcha2 X To2 La2 (2021)

### EP
- Pija (2011)

### Álbumes en vivo
- Live in Villa La Verg4 (2018)

### Sencillos
- El ganzo feat. El Bananero

- La Mano de Dios feat. Kapanga

- Muchachos (ya ganamos la tercera)

- Lloviendo estrellas feat. Cristian Castro

- Crónica de una Verg4 Anunciada

- El Uróloco

### Con Adrián Barilari
- Abuso de poder (2009)
- Barilari 4 (2012)
- En vivo en Vorterix (2013)
- Infierock (2019)

### Como invitado de Tarja Turunen
- Left in the Dark (Compilation) (2014) - Bass (tracks 2, 9)
- The Brightest Void (2016) - Bass (tracks 6, 8)
- In the Raw (2019) Bass (track 8)